# Флаг Палау
Флаг Палау был утверждён 1 января 1981 года. Флаг был разработан на основе флага Японии.

## Описание

### Цвета флага Палау
- Голубой
- Жёлтый

### Значения
Синий цвет символизирует океан и место нации в нём. Это роднит флаг Палау с флагами многих других островных государств, в частности, с флагом Федеративных Штатов Микронезии. В то же время круг, смещенный влево от центра флага, схож с кругом на флаге Бангладеш, однако он олицетворяет в данном случае не солнце, а луну. Полная луна указывает время, подходящее для ловли рыбы, рубки деревьев, сбора урожая.
Флаг Палау схож с флагами многих других островных государств, в частности, со флагом Федеративных Штатов Микронезии.

Исторические флаги
Флаг ООН
(18 июля 1947 года — 19 августа 1965 года)
Флаг Подопечной территории Тихоокеанские острова (19 августа 1965 года — 1 января 1981 года)